# Bernhard Kluttig
Bernhard Kluttig (* 15. Juli 1974 in Karl-Marx-Stadt, Deutsche Demokratische Republik) ist ein deutscher Verwaltungsjurist und parteiloser politischer Beamter. Von November 2024 bis Juni 2025 war er beamteter Staatssekretär im Bundesministerium für Wirtschaft und Klimaschutz.

## Leben
Kluttig studierte von 1994 bis 2001 Rechtswissenschaften an der Martin-Luther-Universität Halle-Wittenberg und der Faculty of Law der University of Birmingham und schloss im Juli 2001 mit dem ersten juristischen Staatsexamen ab. Von 2001 bis 2003 absolvierte er den postgradualen Studiengang Internationales Wirtschaftsrecht an der Martin-Luther-Universität Halle-Wittenberg. Parallel dazu war Kluttig ebendort von 2002 bis 2004 als wissenschaftlicher Mitarbeiter am Lehrstuhl für Öffentliches Recht, Europarecht und Internationales Wirtschaftsrecht von Christian Tietje tätig. Von 2004 bis 2006 war er Rechtsreferendar am Kammergericht. Im November 2006 schloss er mit dem zweiten juristischen Staatsexamen ab.
Von November 2006 bis Oktober 2008 war Kluttig als Leiter des Forschungsprojektes Handelspolitische Schutzinstrumente am Transnational Economic Law Research Center der Martin-Luther-Universität Halle-Wittenberg tätig, ab Februar 2007 arbeitete er zudem als Rechtsanwalt. Zum November 2008 wechselte er in das Bundesministerium für Wirtschaft und Technologie, wo er bis August 2017 als Referent in den Abteilungen IB5 – Bundesbeteiligungen, Verkehrspolitik, IB4 – Geld, Kredit, Finanzmärkte und IB7 – Verbraucher- und Preispolitik; unlauterer Wettbewerb tätig war. Zum September 2017 übernahm er in der nun als Bundesministerium für Wirtschaft und Energie firmierenden Behörde die Leitung des Referats IE2 – Bundesunternehmen, zentrale Stelle für Beteiligungsfragen. Von Juni 2020 bis September 2021 gehörte er zudem der Projektgruppe Wirtschaftsstabilisierungsfonds und war Leiter der Projektgruppe Rekapitalisierungen des Ministeriums. Kluttig war von Februar 2018 bis Juni 2022 Mitglied des Aufsichtsrats der Schenker AG. Er ist derzeit Mitglied des Aufsichtsrats der KfW IPEX-Bank.
Zum Januar 2022 wurde Kluttig als Ministerialdirektor Leiter der Abteilung Industriepolitik des von Robert Habeck geführten Bundesministeriums für Wirtschaft und Klimaschutz. Kluttig gilt als Vertrauter Habecks und war unter anderem für die Transformation der Stahlindustrie sowie weitere industriepolitische Vorhaben der Bundesregierung zuständig. Im Juni 2022 übernahm er den Vorsitz des Fachbeirates des Kompetenzzentrums Klimaschutz in energieintensiven Industrien. Am 15. November 2024 wurde Kluttig als Nachfolger von Sven Giegold als beamteter Staatssekretär des Ministeriums. Er ist für wirtschaftspolitische Grundsatzfragen, Europapolitik und Mittelstandspolitik zuständig. Nach der Bildung des Kabinetts Merz schied er im Juni 2025 aus dem Amt des Staatssekretärs aus. Anschließend übernahm er die Leitung der Abteilung Wirtschaftsstabilisierung und Energiesicherheit des Wirtschaftsministeriums.